# Risovac (Bosanski Petrovac)
Risovac (szerbül: Рисовац) szerb falu Bosznia-Hercegovinában, a Bosznia-hercegovinai Föderáció Una-Szanai kantonjában, Bosanski Petrovac községben.

## Fekvése
Bosznia-Hercegovina nyugati részén, Bihácstól légvonalban 29, közúton 49 km-re délkeletre, Bosanski Petrovactól légvonalban 22, közúton 32 km-re északnyugatra, a Grmeč-hegységben, a Bosanski Petrovac – Bosanska Krupa út mentén fekszik. Risovacban a következő településrészek találhatók: Brdo (Podbiguz), Grabovac, Cerovače, Mali Risovac és Ravni Risovac. A falu vízben gazdag. Körülbelül száz forrás van benne. E források némelyike egyesíti vizeit és nagyobb patakokat képez, és mindegyik nyugatról keletre vagy délkeletre folyik. Ezek a patakok általában víznyelőkben végződnek. Risovac a Petrovaci-mező szélső északnyugati részén található, és a mező harmadik mélységi zónáját képviseli. Az innen származó szinezett víz az Una-medencében, Bosanska Krupa közelében bukkan elő a föld alól.

## Népessége
| Nemzetiségi csoport | Népesség 1991 | Népesség 2013 |
| ------------------- | ------------- | ------------- |
| Szerb               | 370           | 57            |
| Bosnyák             | 0             | 0             |
| Horvát              | 1             | 0             |
| Jugoszláv           | 2             | 0             |
| Egyéb               | 6             | 0             |
| Összesen            | 379           | 57            |

## Története
A régészeti leletek tanúsága szerint területe már a történelem előtti időkben lakott volt. A határában levő Gradić nevű lelőhelyen, egy magaslaton szabálytalan, kerek alaprajzú falak zárnak körül egy egyhektáros területet, melyynek korát a cseréptörekékek és egyéb leletek alapján a szakemberek a bronzkorra és a vaskorra teszik. A Sainovac nevű hegy tetején, Sainovac grad nevű lelőhelyen egy másik történelem előtti erődített település maradványai is találhatók. Az ovális alaprajzú, észak-déli tájolású település maradványai egy 300 x 180 méteres területre terjedt ki. A területet alacsony, rosszul megőrzött kőfalak határolták. Itt is számos bronzkori és kora vaskori lelet, főként kerámiatöredék került elő.
A szerb faluban a második világháborúig több horvát is élt, akik 1879-ben és 1880-ban Lika és Krbava felől telepedtek ide be. A második világháború idején a Független Horvát Állam elleni szerb felkelés során a horvátokat elűzték és a háború után sem engedték visszatelepedni őket. 
1941 nyarán a Boszniai Krajina különböző helyeiről, Bosanski Petrovac, Bosanska Krupa, Bihács és más községekből idehurcolt mintegy 300 tekintélyes szerb polgárt az usztasák egy Risovac falu közelében levő barlangba hurcolták, ahol kivégezték őket. 

## Nevezetességei
- A Grmeč-hegység egyik vonulata, a Risovačka greda alatt két barlang található. Az egyik Vodice térségében található, 600 m magasságban. A keletkezés módja szerint a víznyelők, típusa szerint az egyszerű csatornabarlangok típusába tartozik. A második barlang állandóan működő víznyelő jellegű, mert a legszárazabb időszakban is kap vizet.[9]

- Két bronzkori és vaskori erődített település maradványai.[5]

## Fordítás
- Ez a szócikk részben vagy egészben  a   Risovac (Bosanski Petrovci) című bosnyák Wikipédia-szócikk ezen változatának fordításán alapul.  Az eredeti cikk szerkesztőit annak laptörténete sorolja fel. Ez a jelzés csupán a megfogalmazás eredetét és a szerzői jogokat jelzi, nem szolgál a cikkben szereplő információk forrásmegjelöléseként.
- Ez a szócikk részben vagy egészben  a   Risovac (Bosanski Petrovac, BiH) című horvát Wikipédia-szócikk ezen változatának fordításán alapul.  Az eredeti cikk szerkesztőit annak laptörténete sorolja fel. Ez a jelzés csupán a megfogalmazás eredetét és a szerzői jogokat jelzi, nem szolgál a cikkben szereplő információk forrásmegjelöléseként.
- Ez a szócikk részben vagy egészben  a(z)   Рисовац (Босански Петровац) című szerb Wikipédia-szócikk ezen változatának fordításán alapul.  Az eredeti cikk szerkesztőit annak laptörténete sorolja fel. Ez a jelzés csupán a megfogalmazás eredetét és a szerzői jogokat jelzi, nem szolgál a cikkben szereplő információk forrásmegjelöléseként.